# شاد، اما نه چندان زیاد
شاد، اما نه چندان زیاد (به اسپانیایی: Alegre ma non troppo) فیلمی محصول سال ۱۹۹۴ و به کارگردانی فرناندو کلومو است. در این فیلم بازیگرانی همچون پنه‌لوپه کروز، پره پونسه، اسکار لادویره، رزا ماریا ساردا، جوردی مویا، ناتالی سسنیا و لوئیس سیخس ایفای نقش کرده‌اند.